# Municipio de Pike Bay
El municipio de Pike Bay (en inglés: Pike Bay Township) es un municipio ubicado en el condado de Cass en el estado estadounidense de Minnesota. En el año 2019 tenía una población estimada de 1 802 habitantes y una densidad poblacional de 17,92 personas por km².

## Geografía
El municipio de Pike Bay se encuentra ubicado en las coordenadas 47°21′31″N 94°36′50″O / 47.35861, -94.61389. Según la Oficina del Censo de los Estados Unidos, el municipio tiene una superficie total de 89.86 km², de la cual 57,55 km² corresponden a tierra firme y (35,96 %) 32,31 km² es agua.

## Demografía
Según el censo de 2010, había 1610 personas residiendo en el municipio de Pike Bay. La densidad de población era de 17,92 hab./km². De los 1610 habitantes, el municipio de Pike Bay estaba compuesto por el 23,73 % blancos, el 68,32 % eran amerindios, el 0,12 % eran asiáticos, el 0,25 % eran de otras razas y el 7,58 % eran de una mezcla de razas. Del total de la población el 2,61 % eran hispanos o latinos de cualquier raza.